# Innocenzo Francucci

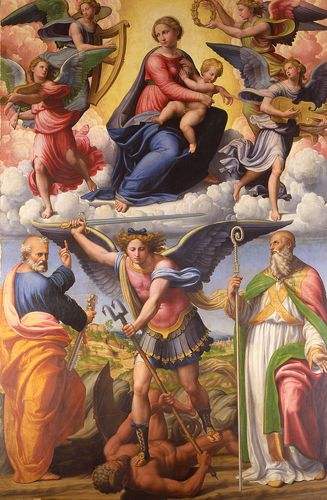
Virgen con Niño en gloria con los santos Miguel arcángel, Pedro y Benito, Pinacoteca Nacional de Bolonia.

Innocenzo di Pietro Francucci (Imola, c. 1490-Bolonia, c. 1545), también conocido como Innocenzo da Imola, fue un pintor renacentista italiano.

## Biografía

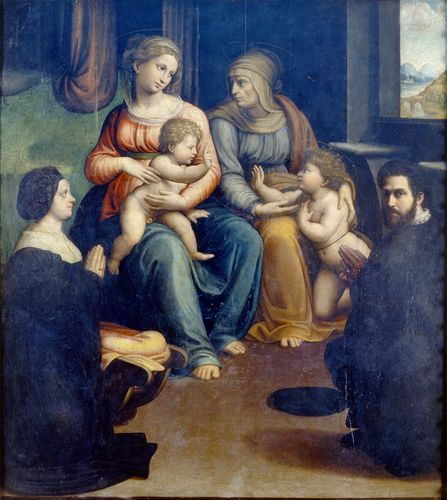
Virgen con Niño, San Juanito, Santa Isabel y donantes, Pinacoteca Nacional de Bolonia.

Probablemente comenzó su aprendizaje junto a Francesco Francia en Bolonia hacia 1508. Posteriormente trabajó con Mariotto Albertinelli en Florencia entre 1510 y 1515. Su primer trabajo conocido es una Virgen con el Niño y los santos Sebastián, Roque, Cosme y Damián, firmado y datado en 1515, para la iglesia arciprestal de Bagnara di Romagna, en Rávena. Es una composición clásica de raíces florentinas, con la Virgen posada sobre una nube rodeada por los cuatro santos. Su formación florentina es incluso más evidente en su Virgen con el Niño y los santos Apolinar, Juan Bautista, Catalina y un obispo, fechado y firmado en 1516, para San Apollinare en Casola Valsenio, cerca de Bolonia.
Durante el resto de su carrera siguió produciendo diversas obras de altar de calidad mediana. Se dejó influir fuertemente por el arte de Rafael. Junto a él se formaron artistas como Francesco Primaticcio y Prospero Fontana.

## Obras destacadas
- Virgen con el Niño y los santos Sebastián, Roque, Cosme y Damián (1515, iglesia de Bagnara)
- Virgen con Niño y los santos Apolinar, Juan Bautista, Catalina y un obispo (1516, San Apollinare, Cásola Valsenio)
- Virgen con Niño en la gloria y santos Miguel arcángel, Pedro y Benito (1517, Pinacoteca Nacional de Bolonia)
- Virgen con Niño, San Juanito, Santa Isabel y donantes (1520-30, Pinacoteca Nacional de Bolonia)
- Virgen con el Niño y los santos Juan Bautista, Pedro, Pablo, Joaquín y Ana (1526, Catedral de Faenza)
- Virgen entronizada con el Niño y los santos Romualdo, Sebastián, Bernardino de Siena, el arcángel San Rafael y Tobías (Pinacoteca de Forli)
- Matrimonio místico de Santa Catalina de Siena (Museo Filangieri, Nápoles)
- Virgen con Niño en la gloria con los santos Pedro, Benito y el arcángel San Miguel (Pinacoteca Nacional de Bolonia)
- Sagrada Familia con San Juanito y San Francisco de Asís (Galleria Estense, Modena)